# Zabytki w Słupsku
Lista zabytków chronionych prawnie w Słupsku:

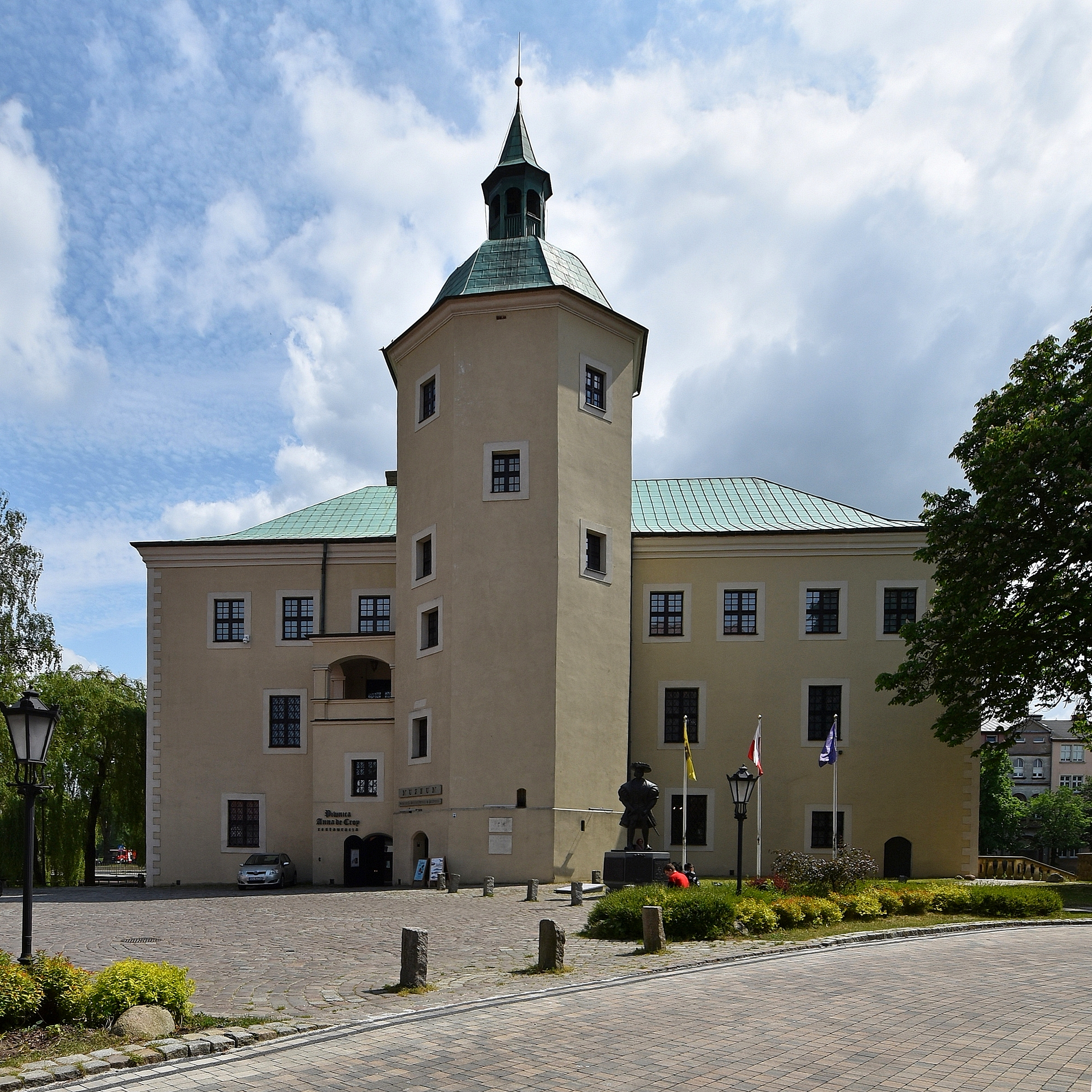
Zamek Książąt Pomorskich

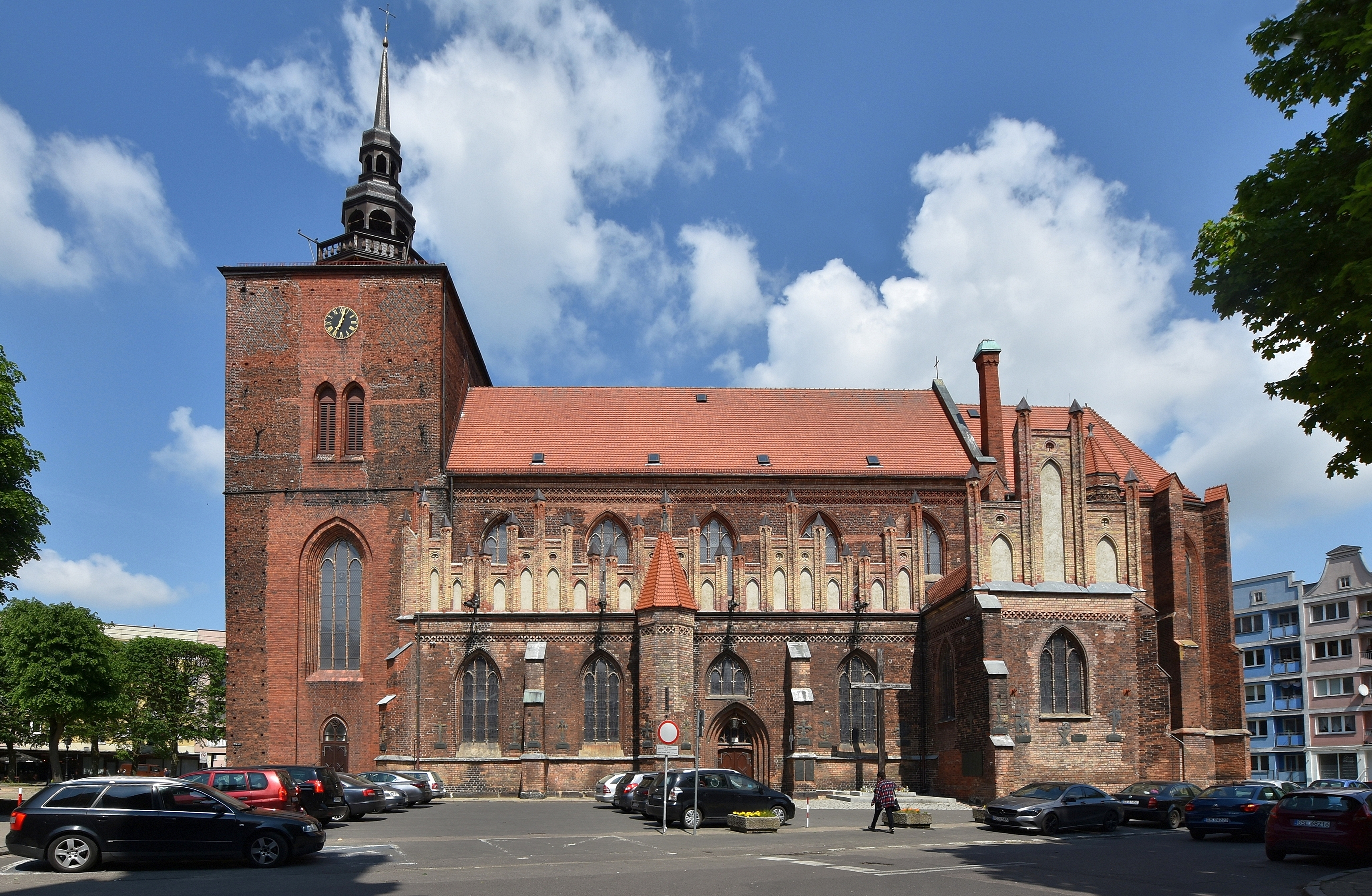
Kościół Mariacki

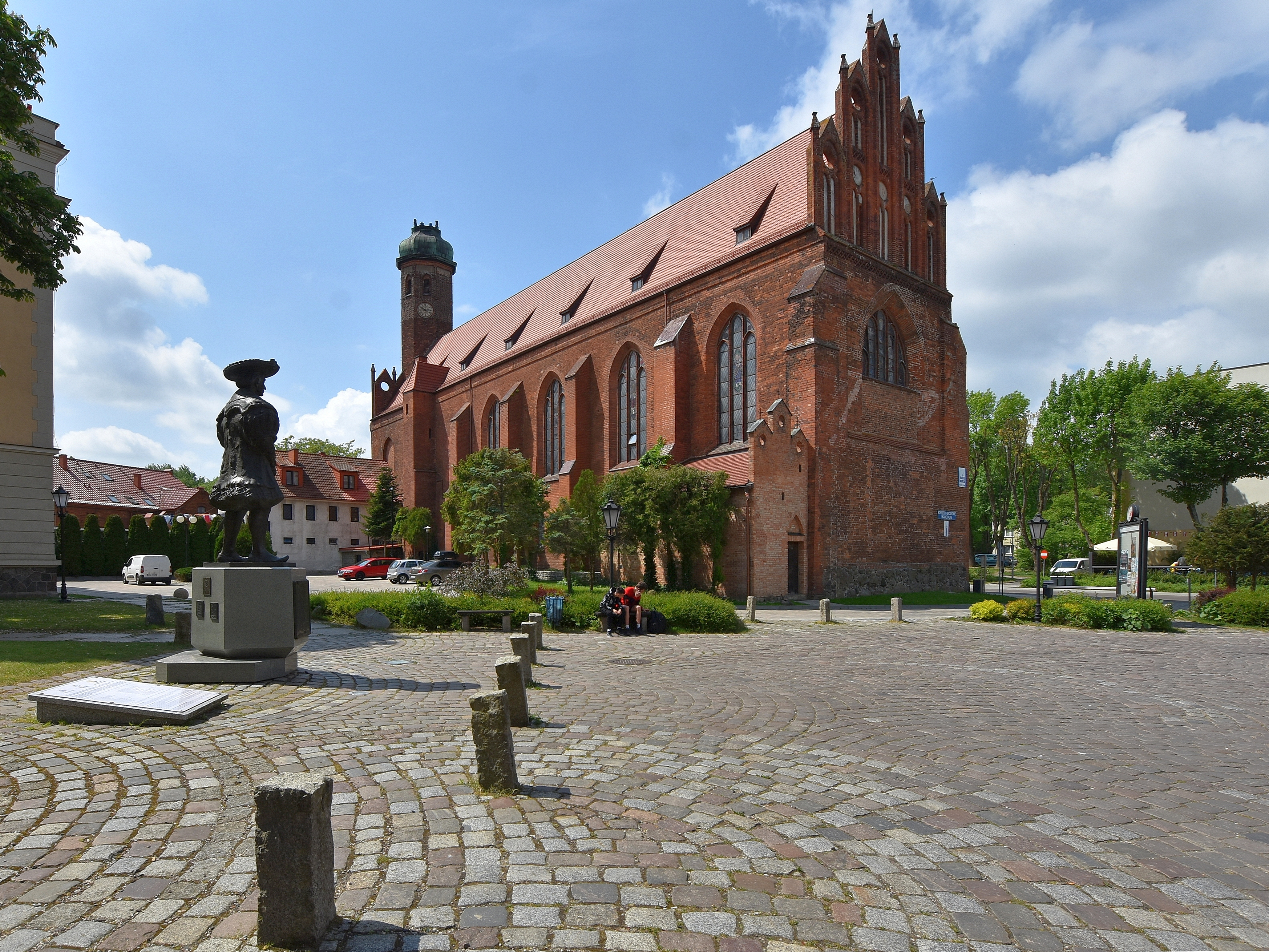
Kościół św. Jacka

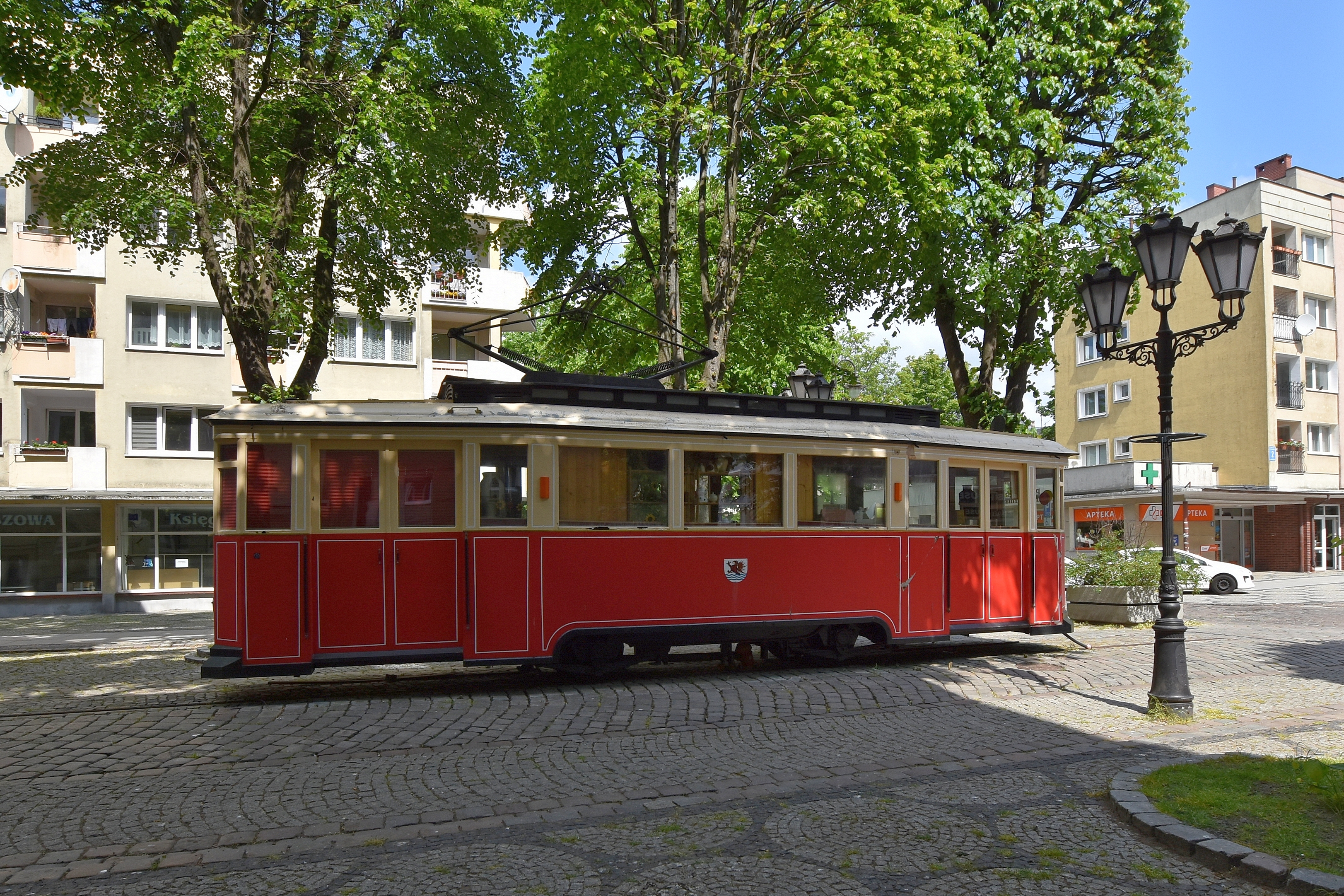
Historyczny Tramwaj w Słupsku

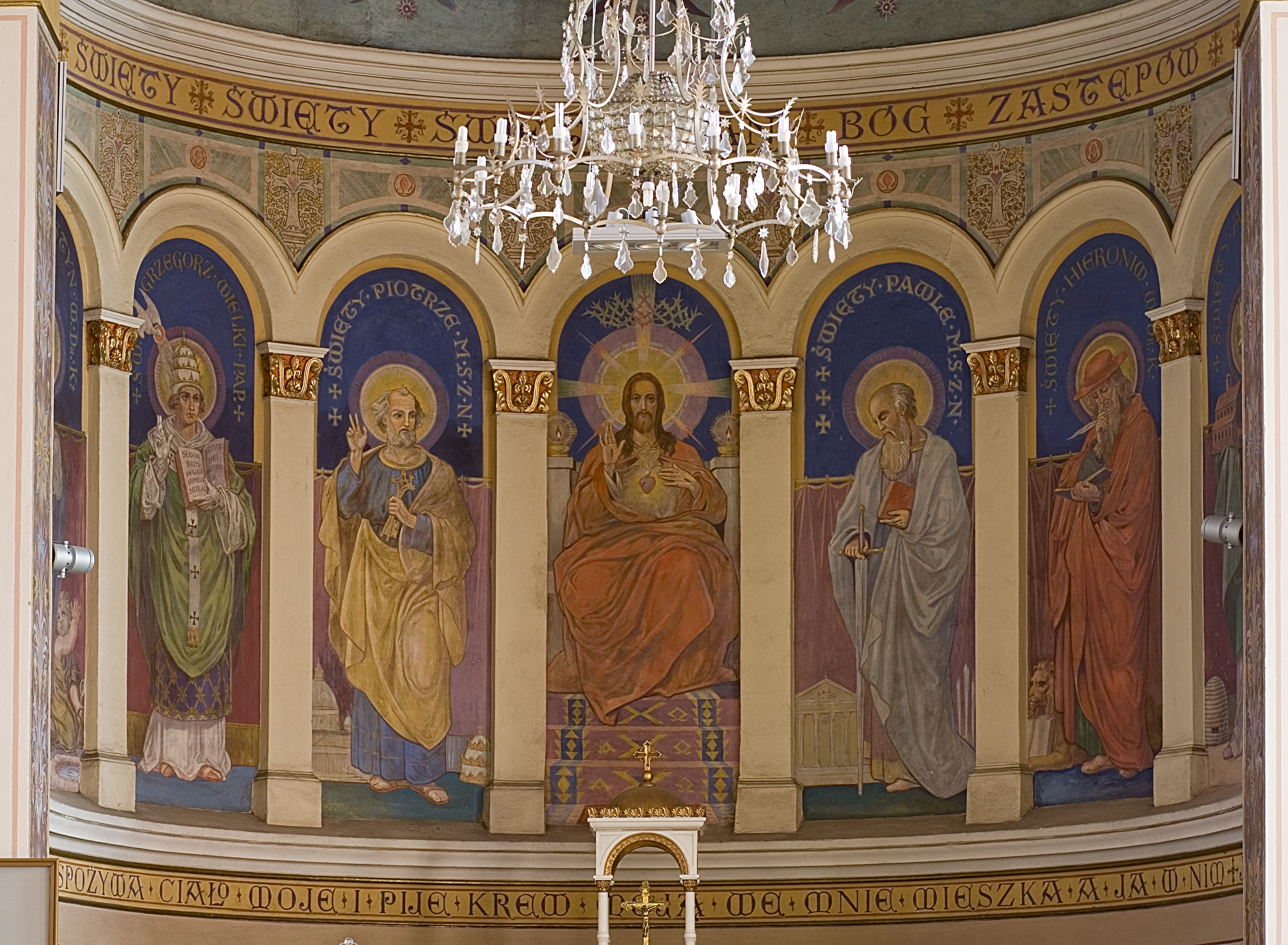
Wnętrze kościoła Najświętszego Serca Jezusowego

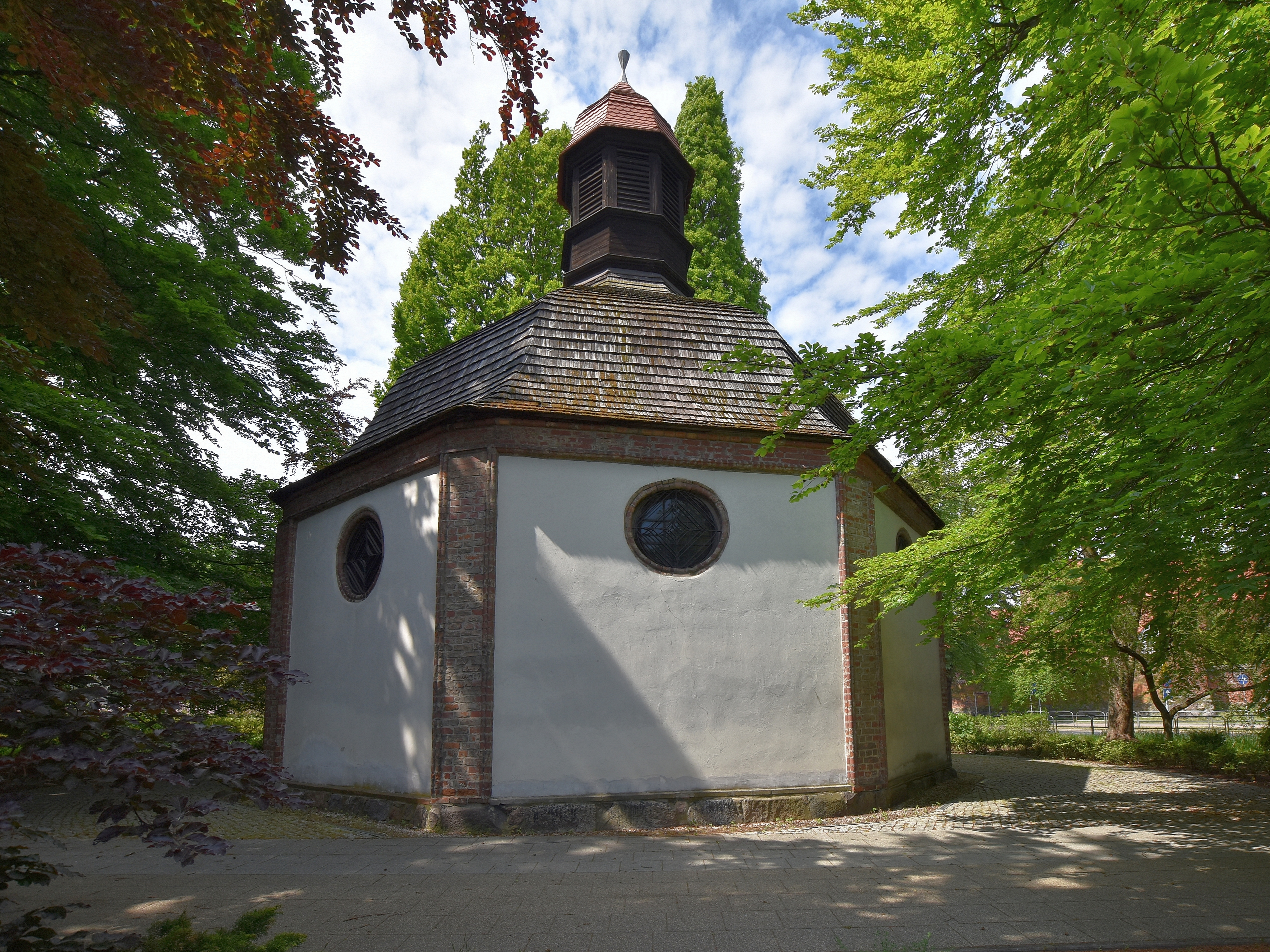
Kaplica św. Jerzego

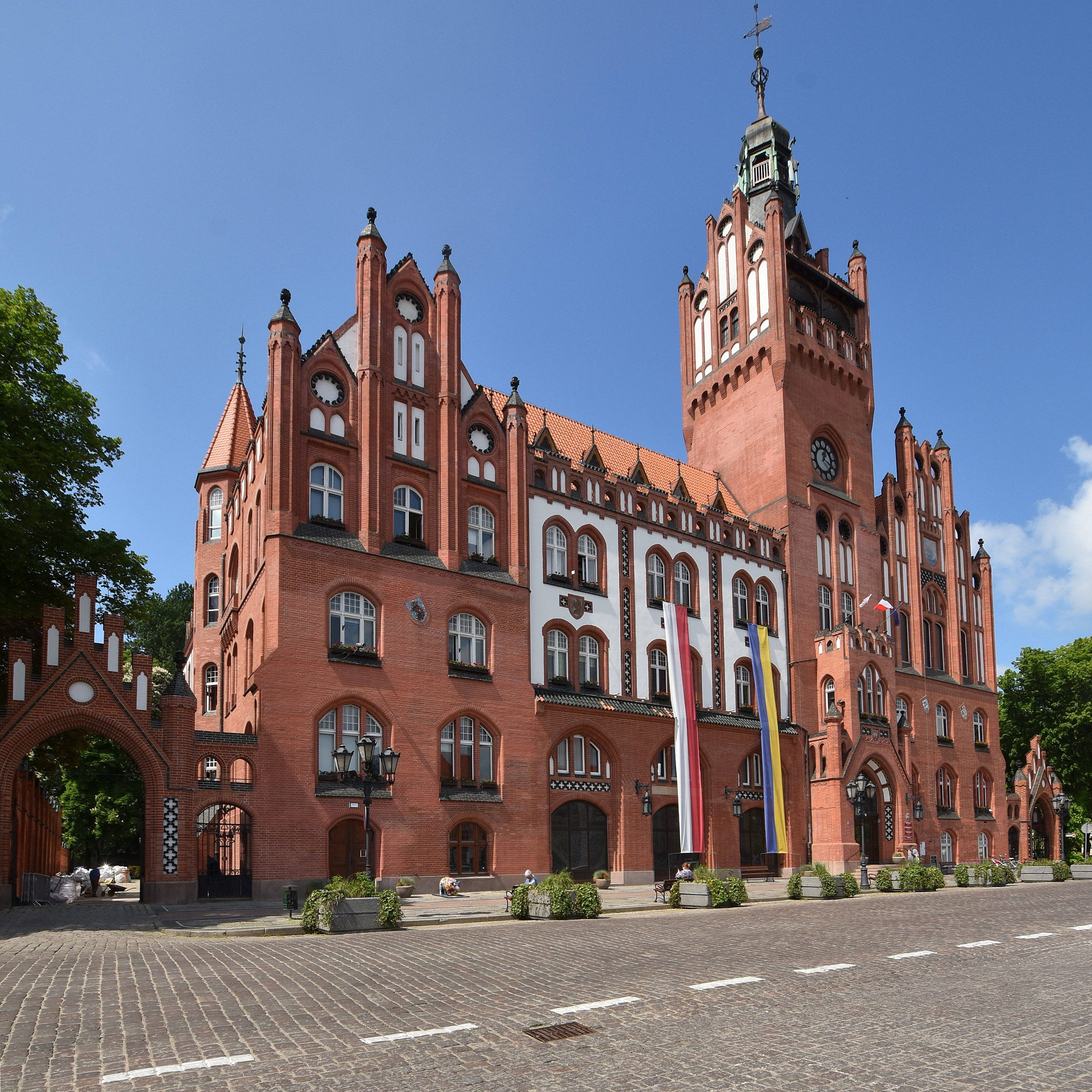
Ratusz Miejski

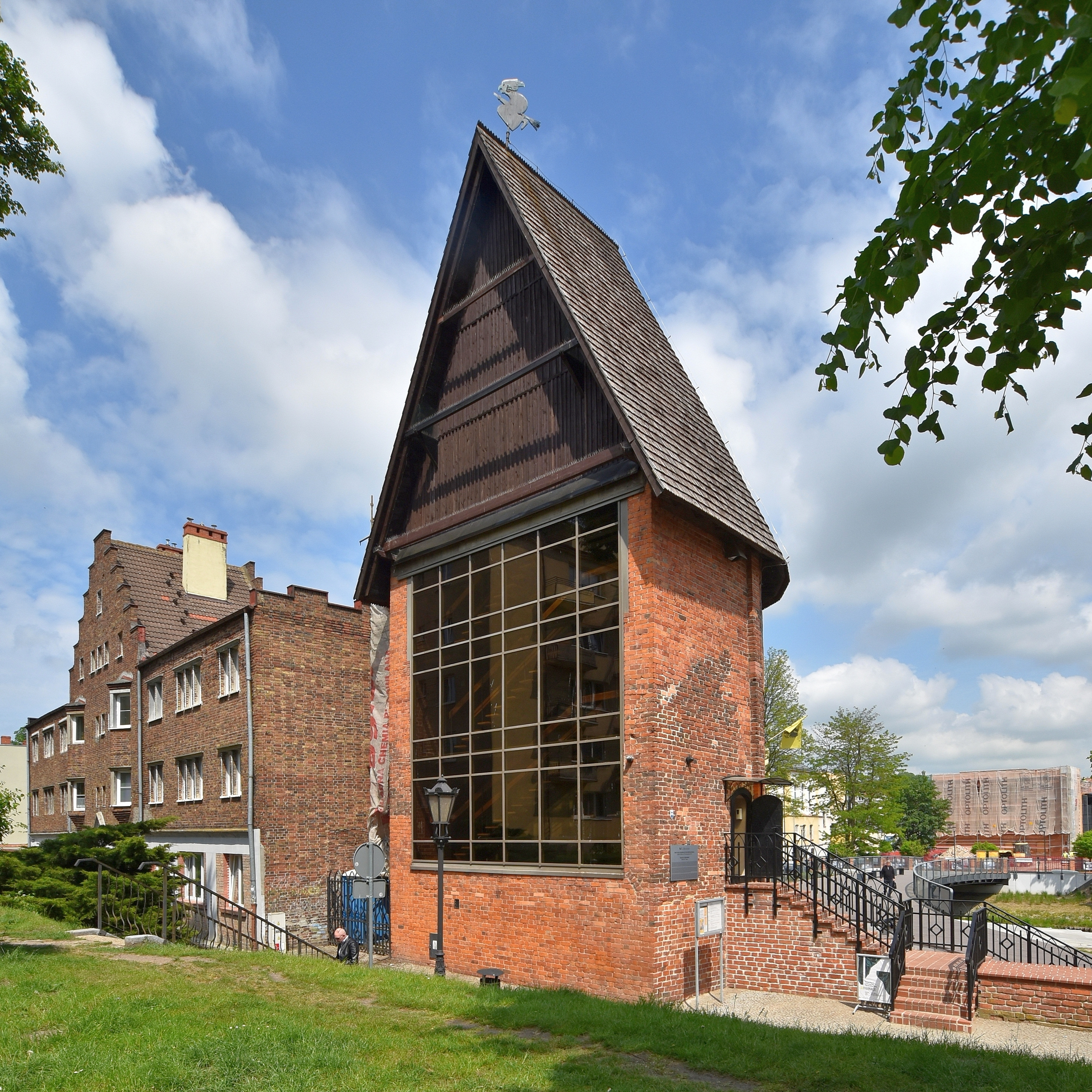
Baszta Czarownic

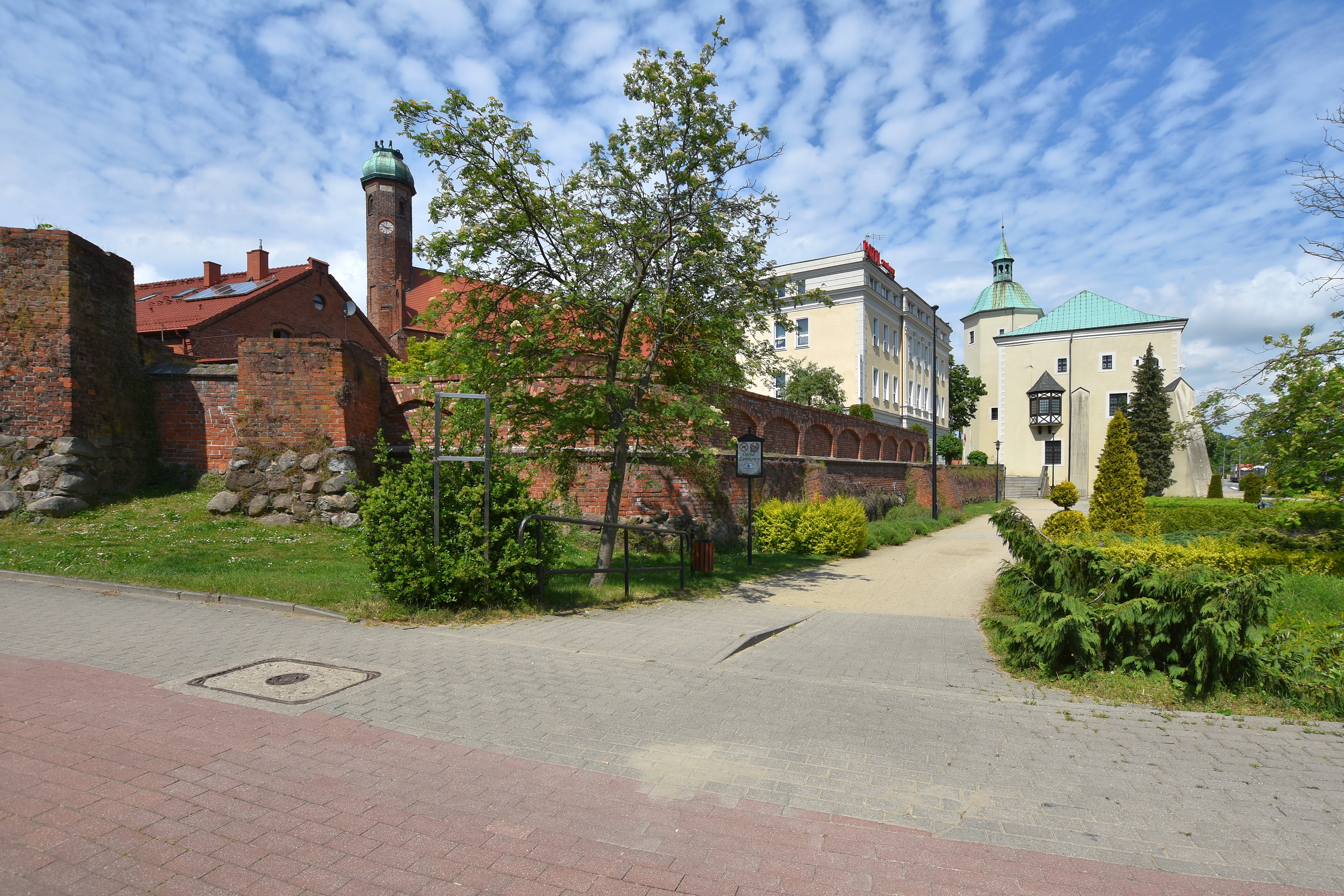
Pozostałości murów obronnych

## Budynki administracji
- Ratusz w Słupsku, plac Zwycięstwa 3, neogotycki zbudowany w latach 1899–1901,
- Belwederek (Nowy Ratusz, Pałacyk pod Blachą) przy placu Zwycięstwa 1 – mieści kilka wydziałów Urzędu Miejskiego, z ok. 1890 r.
- ogrodzenie – mur Ratusza, plac Zwycięstwa 3, 1901 r.
- siedziba starostwa powiatowego, ul. Szarych Szeregów Nr 14. 1903 r.,

## Obwarowania
- Nowa Brama, plac Zwycięstwa nr 12, przyziemie 1325-1329, nadbudowa 1380-1385,
- Brama Młyńska z fragmentem murów obronnych, ul. Dominikańska 9 XIX wiek, po 1310 r.
- Baszta Czarownic, ul. Fr. Nullo 8, 1410 r. do 1415 r.
- odcinki murów obronnych (przy ul. Grodzkiej, Fr. Nullo, Zamkowej i Jagiełły z XIV i XV w.)

## Zespół zamkowy
- Zamek Książąt Pomorskich, ul. Dominikańska 5, XVI w. po 1507 r. przebudowa 1586-1588
- Młyn Zamkowy, ul. Dominikańska 6, XIV w. po 1310 r.
- Spichlerz Richtera, Rynek Rybacki Nr 1, 1780 r.
- Kościół podominikański pw. Św.Jacka, ul. Dominikańska Nr 2, I poł. XV w. odb. 1602 r.
- gotycka kaplica św. Jerzego przy placu Bł. Bronisława Kostkowskiego, I-II poł. XV w. (przed 1492 r.)

## Obiekty sakralne
- Miejska Biblioteka Publiczna im. Marii Dąbrowskiej mieszcząca się w gotyckim budynku kościoła św. Mikołaja,.ul. Grodzka Nr 3, początek XIV w.
- Kościół Mariacki pw. Najświętszej Marii Panny ze zrekonstruowaną wieżą, ul. Łukasiewicza Nr 7, I połowa XIV w. regotyzacja 1853-1860 r.
- Kościół podominikański pw. Św.Jacka, ul. Dominikańska Nr 3, I poł. XV w. odb. 1602 r.
- Kościół pw. Najświętszego Serca Jezusowego, ul. Armii Krajowej Nr 22, ok. 1865 r.
- Kościół ewangelicko-augsburski św. Krzyża ul. Słowackiego 40, 1860 r.
- Dawny Dom Pogrzebowy Gminy Żydowskiej, ul. Rabina dr Maxa Josepha Nr 6, 1907/1908 r.
- kaplica cmentarna, ul. Rabina dr Maxa Josepha Nr 4, przeł. XIX/XX w.
- gotycka kaplica św. Jerzego przy placu Bł. Bronisława Kostkowskiego, I-II poł. XV w. (przed 1492 r.)
- neogotycki kościół św. Ottona, ul. Pobożnego Nr 7 z 1873 r.

## Spichlerze
- spichlerz, ul. Szarych Szeregów Nr 12, 1804 r. do 1811 r.,
- spichlerz, ul. Kopernika Nr 10 – obecnie budynek administracyjno – handlowy, pocz.XIX w.
- Spichlerz Richtera, pl. Rynek Rybacki Nr 1, 1780 r.

## Kamienice
- Stary Rynek
  - Kamienica mieszczańska w Słupsku – Stary Rynek 4, I poł. XVIII w. po 1718 r.
  - Apteka Dworska (kamienica przy Starym Rynku, nr 5), 1723 r. lub 1783 r.
  - fasada kamienicy, Stary Rynek Nr 6, XVIII w.

- ulica Sienkiewicza
  - kamienica mieszkalna, ul. Sienkiewicza Nr 3, ok. 1890 r.
  - kamienica mieszkalna, ul. Sienkiewicza Nr 4, 4 ćw.XIX w.
  - kamienica mieszkalna,ul. Sienkiewicza Nr 5a, ok. 1925 r.
  - kamienica mieszkalna,ul. Sienkiewicza Nr 6, ok. 1900 r.
  - kamienica mieszkalna,ul. Sienkiewicza Nr 7, ok. 1906  r.
  - kamienica mieszkalna, ul. Sienkiewicza Nr 8, ok. 1903  r.
  - kamienica – ob. Sąd Okręgowy, ul. Sienkiewicza Nr 16, ok. 1900  r.
  - kamienica – ob.Urząd Morski w Słupsku, ul. Sienkiewicza Nr 18, ok. 1911  r.
  - kamienica, ul. Sienkiewicza Nr 19, ok. 1911 r.
  - kamienica, ul. Sienkiewicza Nr 20, I cz. XX w.
  - kamienica, ul. Sienkiewicza Nr 21, ok. 1904 r.

- ul.Armii Krajowej
  - kamienica mieszkalna, budynek mieszkalny, murowany – ul. Armii Krajowej Nr 1 a, pocz. XX w.
  - elewacja kamienicy z wystrojem architektonicznym i sień z wystrojem, ul. Armii Krajowej Nr 2, pocz. XX w.
  - apteka, kamienica – ob. bud. administracyjny, ul. Armii Krajowej Nr 38, poł. XIX w.

- ul. Jaracza
  - kamienica z oficyną i altaną, ul. Jaracza Nr 6, ok. 1880 r.
  - kamienica, ul. Jaracza Nr 9, ok. 1910 r.

- ul. Jedności Narodowej
  - kamienica – dawna klinika stomatologiczna – obecnie siedziba NSZZ „Solidarność”, ul. Jedności Narodowej Nr 2-2a, po 1896 r.
  - elewacje oraz dach budynku (więźba dachowa z pokryciem)ul. Jedności Narodowej Nr 4-5, 2 połowa XIX w.

- Pozostałe
  - kamienica -ob. bud. hotelu i restauracji „Atena”, ul. Kilińskiego nr 7, początek XX w.
  - kamienica, ul. Łajming nr 4, ok. 1905 r.
  - kamienica, Partyzantów nr 26, 1889 r.
  - kamienica – dom handlowy, ul. Słowackiego nr 42, pocz.XIX w.
  - kamienica d. Rolnicze Zrzesz. Kooperat. – ob. bud. Sądu Okręgowego, ul. Zamenhofa nr 7, ok. 1925 r.
  - kamienica mieszkalna – obok klasztor S.S. Klarysek, ul. Pobożnego nr 7, 1886 r.

## Wille
- willa mieszczańska, ul. Kościuszki Nr 11, 1912 r.
- willa mieszczańska – obecnie Państwowa Szkoła Muzyczna, ul. Szczecińska nr 106, I ćw.XX w.
- dawna Willa „Patria” – 1908 r., wraz z budynkiem gospodarczym – początek XX w., Muszlą Koncertową – lata 20. XX w. i Ptaszarnią – lata 30. XX w., – obecnie Przedszkole Miejskie nr 1, ul. Kilińskiego nr 33,

## Pozostałe
- układ urbanistyczny starego miasta. Śródmieście miasta w obrębie murów miejskich wraz ze wzgórzem dawnego grodu słowiańskiego, VIII w.-pocz. XIII w. W środku starego grodziska znajduje się neogotycki kościół św. Ottona z 1873 r.
- budynek Domu Towarowego „Słowiniec” przy ul. Anny Łajming, gdzie funkcjonuje najstarsza, sprawna winda w Europie, 1910 r.
- Poczta Główna wraz z budynkiem gospodarczym i ogrodzeniem przy ul. Łukasiewicza nr 3, 1879 r.
- Budynek Banku Rolnego – pl. Zwycięstwa Nr 2, budynek z ok. 1912 r.
- odrestaurowany tramwaj przy ulicy Nowobramskiej
- koszary Blüchera – ob. bud. Akademii Pomorskiej, ul. Boh. Westerplatte nr 64, k. XIX w.
- budynek restauracji Metro, ul. Łajming nr 3, k. XIX w.
- zespół budynków Browaru (z pierwotnymi urządzeniami produkcyjnymi) obejmujący: budynek produkcyjny, wieża ciśnień, budynek administracyjny, 2 budynki biurowo-mieszkalne, wozownia (fasada), ul. Kilińskiego 26, 1857 r.
- Budynek gospodarczy, ul. Kozietulskiego Nr 7, po 1900 r.- przed 1905 r.
- budynek Szkoły Podstawowej Nr 1 (elewacje oraz sień z główną klatką schodową), ul. Lutosławskiego Nr 23, 1887 – 1889 r.
- kolejowa wieża ciśnień, ul. Kołłątaja nr 27a, koniec XIX w.
- dawny młyn przemysłowy, murowany, ul. Młyńska nr 3-4, koniec XIX w.
- dawny budynek kotłowni młyna ul. Młyńska nr 3-4, koniec XIX w.
- dawny budynek rowkarki młyna ul. Młyńska nr 3-4, koniec XIX w.
- dawny budynek magazyn zboża ul. Młyńska nr 3-4, koniec XIX w.
- dawny budynek adm.-mieszkalny ul. Młyńska nr 3-4, koniec XIX w.
- dawny budynek administracyjny ul. Młyńska nr 3-4, 1875 r.

## Inne obiekty nie wpisane do rejestru zabytków województwa pomorskiego
- Cerkiew Świętych Apostołów Piotra i Pawła
- poniemiecka dzielnica willowa Ryczewo (Lohmühle)